# Глетчерний лід

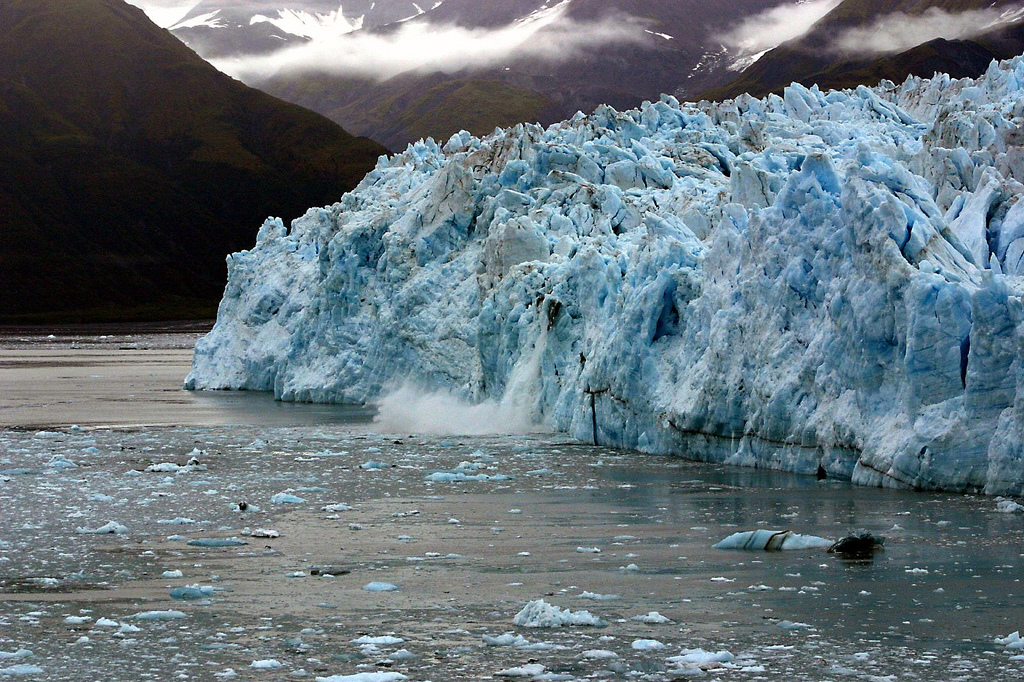
Фронт льодовика Хаббард, Аляска

Льодовико́вий лід або Гле́тчерний лід  — лід, що виникає зі снігу в областях вище снігової лінії. Сніг спочатку перетворюється на фірн (зернистий сніг) за участю процесів сублімації та перекристалізації. Потім нижні шари фірну, пресуючи під тиском вищерозміщених, перетворюються в білий фірновий лід, а останній — в глетчерний лід — кінцевий продукт перетворень сніжного покриву в горах.
Глетчерний лід — прозора голубувата маса великих крижаних зерен (спотворені тиском крижані кристали), оптичні осі яких спершу орієнтовані безладно, а потім починають набувати переважної орієнтації, що і полегшує рух льоду в льодовиках.
Крім зернистості, характерною ознакою глетчерного льоду є смугастість (шаруватість). Смуги можуть бути первинними, тобто успадкованими від шаруватості фірнової товщі, або ж вторинними, що виникли при деформації і розривах льоду при русі льодовика, замерзанні води в тріщинах.